# Provinces de Grèce

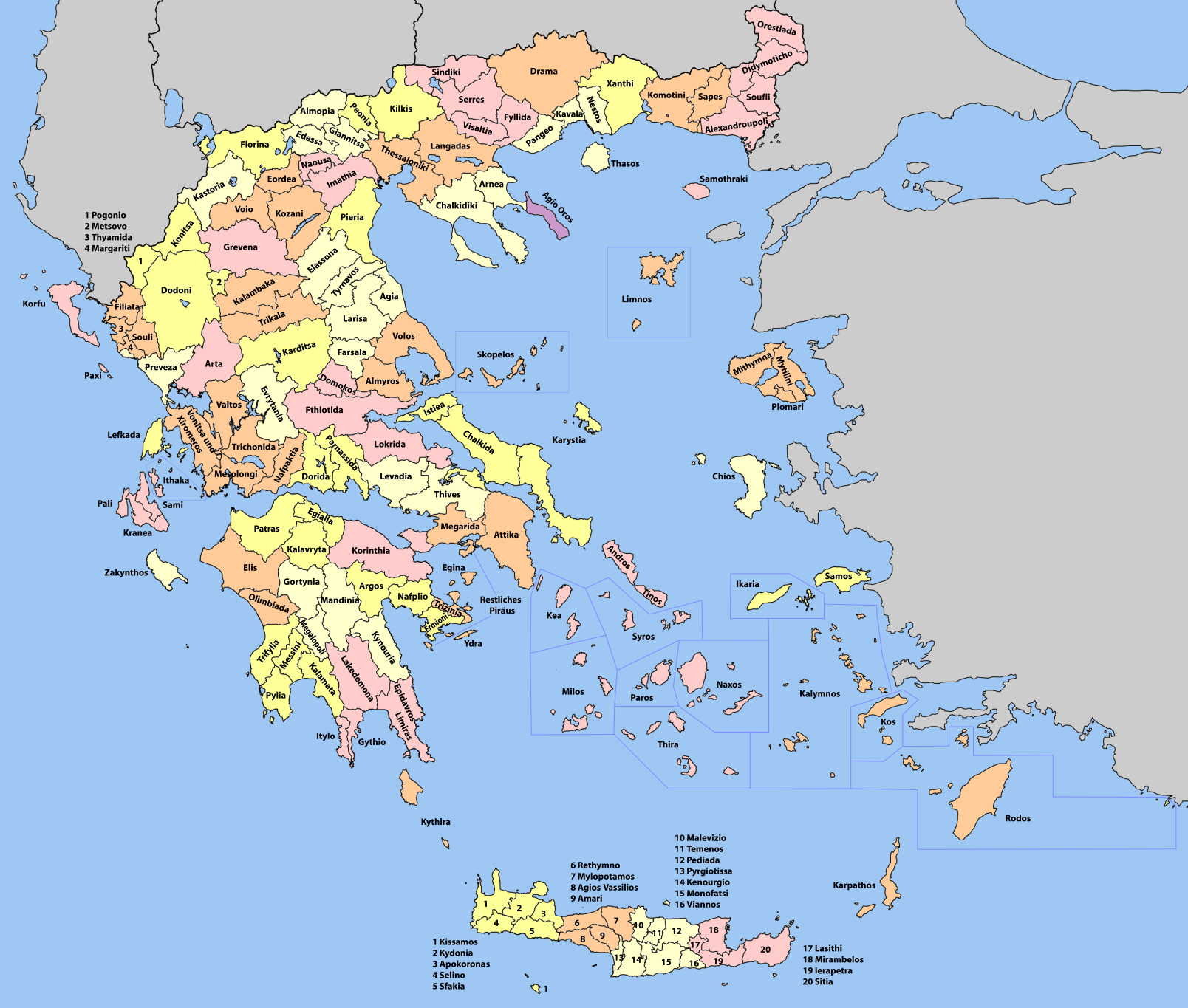
Carte des provinces (éparchies) de Grèce

Les provinces de Grèce (grec moderne : επαρχία, "éparchie") étaient des subdivisions de certaines des nomes (départements) du pays entre 1833 et 2006, à de courtes exceptions (1836-1845 et 1887-1891). Certains des nouveaux dèmes créés en 2010 par la fusion des dèmes préexistants (programme Kallikratis) ont repris le nom et l'étendue territoriale des anciennes provinces.

## Historique
Les provinces ont été créées au nombre de 42 dans le découpage administratif de la Grèce de 1833 (el), bien qu'elles aient déjà été mentionnées dans le premier découpage administratif, en 1828 (el). Disparues dans le découpage de 1836 (el) qui divisait le pays en des « administrations » (Διοικήσεις) et certaines « sub-administrations » (Υποδιοικήσεις), elles réapparaissent dans celui de 1845 (el).
Les provinces ont été de nouveau abolies en tant qu'unités administratives en 1887, mais ont été conservées pour certains services de l'État, en particulier les services financiers, l'éducation et le découpage électoral. Elles sont rétablies quatre ans plus tard, en 1891. Le découpage de 1899 (el) comptait 69 provinces.
Avant la Seconde Guerre mondiale il y avait 139 provinces ; après la guerre, avec l'annexion des îles du Dodécanèse, leur nombre s'accrut à 147. Selon l'article 7 du Code d'auto-gouvernement des nomes (décret présidentiel 30/1996), les provinces constituaient des « districts administratifs particuliers » au sein des « districts administratifs » plus larges des nomes.
Les provinces ont finalement disparu complètement lors des élections locales de 2006, en accord avec la Loi 2539/1997 sur la réforme administrative générale connue sous le nom de « Projet Kapodistrias ».

### Programme Kallikratis
Certains des nouveaux dèmes créés en 2010 par la fusion des dèmes préexistants (programme Kallikratis) ont repris le nom et l'étendue territoriale des anciennes provinces.
Certaines rares provinces correspondent à des dèmes qui n'ont pas été modifiés par la réforme (Thassos, Lassithi → plateau de Lassithi, Samothrace) ou ont été recréées sous la forme de districts régionaux (Limnos, Ikaria).
| Provinces reconstituées / Dèmes | Avec le même nom | Avec un nom différent |
| ------------------------------- | --- | --- |
| Avec les mêmes limites          | Agia • Agios Vassilios • Aigialeia • Alexandroúpoli • Almopia • Almyros • Amari • Andros • Apokoronas • Corfou • Cythère • Domokos • Doride • Elassóna • Éordée • Filiates • Ermionide • Kavala • Kalambaka • Kilkís • Kónitsa • Malevízi • Náoussa • Naupactie • Nestos • Orestiáda • Pangéo • Paxos • Péonie • Pharsale • Réthymnon • Samos • Sfakiá • Sindiki • Soúli • Tinos • Visaltia • Voïo | Province d'Argos → Dème d'Argos-Mycènes Province d'Arnéa → Dème d'Aristotelis Province d’Histiée → Dème d’Histiée-Edipsós Province de Mantinée → Dème de Tripoli Province de Mirambélos → Dème d'Agios Nikolaos Province de Parnasside → Dème de Delphes Province de Sélino → Dème de Kándanos-Sélino |
| Avec des limites proches        | Gortynie • Édessa • Ierapetra • Leucade • Mégalopolis • Metsovo • Missolonghi • Mylopotamos • Pogoni • Sitía • Triphylie • Trézénie • Tyrnavos | |

## Organisation
L'administration des provinces était composée de deux parties : un Conseil de Province collectif et un éparque, ou sous-préfet (grec moderne : έπαρχος). Le Conseil de Province était composé des conseillers du nome élus dans la province. L'éparque était le conseiller du nome ayant reçu le plus de voix dans la province aux élections du nome.

## Liste
Liste des anciennes provinces de Grèce et leur siège :
- Nome d'Achaïe
  - Province d'Aigialeia - Aigion
  - Province de Kalavryta - Kalavryta
  - Province de Patras - Patras
- Nome d'Étolie-Acarnanie
  - Province de Missolonghi - Missolonghi
  - Province de Naupactie - Naupacte (appelée Lépante pendant l'époque moderne)
  - Province de Trichonis - Agrinio
  - Province de Valtos (en) - Amphilochie
  - Province de Thérmo - Vonitza
- Arcadie
  - Province de Gortynie - Dimitsana
  - Province de Kynouria (en) - Leonídio
  - Province de Mantinée - Tripoli
  - Province de Mégalopolis – Mégalopolis
- Nome d'Argolide
  - Province d'Argos - Argos
  - Province d'Hermionide - Kranidi
  - Province de Nauplie - Nauplie
- Attique (Nome à l'origine, l'Attique fut transformée en 1987 en une 13e périphérie divisée en 4 « nomarchies », grec moderne : νομαρχίες)
  - Nomarchie d'Athènes
  - Attique de l'Est
    - Province d'Attique - Marathon
    - Province de Mésogée - Koropi
    - Province de Lauréotique - Laurion

  - Attique ouest
    - Province de Mégare – Mégare
    - Province d'Éleusis - Éleusis

  - Nomarchie du Pirée
    - Province du Pirée - Le Pirée
    - Province d'Égine - Égine
    - Province de Cythère - Cythère
    - Province de Salamine - Salamine
    - Province d'Hydra & Spetses - Hydra
    - Province de Trézénie – Poros
- Nome de Béotie
  - Province de Thèbes - Thèbes
  - Province de Livadiá - Livadiá
- Nome de Chalcidique
  - Province de Polýgyros - Polýgyros
  - Province d'Arnaia – Arnaia
- Nome de la Canée[5]
  - Province d'Apokóronas - Vámos
  - Province de Kydonia - La Canée
  - Province de Kissamos - Kissamos
  - Province de Sélino - Kándanos
  - Province de Sfakiá - Chóra Sfakíon
- Nome de Corfou (Kérkyra)
  - Province de Corfou - Corfou (ville)
  - Province de Paxos – Gáios
- Nome des Cyclades
  - Province de Kéa - Kéa
  - Province de Naxos - Naxos
  - Province de Tinos - Tinos
  - Province d'Andros - Andros
  - Province de Syros – Ermoúpoli
  - Province de Paros - Parikiá
  - Province de Milos – Milos
  - Province d'Amorgós - Amorgós
  - Province de Théra (Santorin) – Fira
- Nome du Dodécanèse
  - Province de Patmos - Patmos
  - Province de Kalymnos - Kalymnos
  - Province de Kos - Kos
  - Province de Rhodes - Rhodes (ville)
  - Province de Karpathos - Karpathos
- Nome d'Élide
  - Province d'Élide - Pýrgos
  - Province d'Olympie - Andrítsena
- Nome d'Eubée
  - Province de Chalcis – Chalcis
  - Province d'Histiée - Histiée
  - Province de Karystie – Kymi
  - L'île de Skyros n'avait pas de province, tout en étant considérée comme une municipalité
- Nome d'Évros
  - Province d'Alexandroúpoli - Alexandroúpoli
  - Province de Didymotique - Didymotique
  - Province de Souflí - Souflí
  - Province d'Orestiáda - Orestiáda
  - Province de Samothrace - Samothrace
- Nome d'Héraklion[5]
  - Province de Téménos (en) – Héraklion
  - Province de Malevízi - Agios Myron
  - Province de Pediada (en) – Kasteli
  - Province de Kenourgion (en) - Míres
  - Province de Pyrgiotissa (en) - Vóri
  - Province de Viánnos – Pefkos
  - Province de Monofatsi (en) – Tylissos (également appelée Pýrgos)
- Nome d'Imathie
  - Province d'Imathie - Béroia
  - Province de Náoussa - Náoussa
- Nome de Ioannina
  - Province de Dodone - Ioannina
  - Province de Kónitsa - Kónitsa
  - Province de Metsovo - Metsovo
  - Province de Pogoni – Delvinaki
  - Province de Pangéo - Eleftheroupolis
  - Province de Nestos – Chrysoúpoli
  - Province de Thasos - Thasos
- Céphalonie
  - Province de Kranéa - Argostoli
  - Province de Paliki - Lixouri
  - Province d'Ithaque - Ithaque
- Nome de Kilkís
  - Province de Kilkís - Kilkís
  - Province de Péonie - Goumenissa
- Nome de Kozani
  - Province de Kozani - Kozani
  - Province d'Éordée - Ptolemaïda
  - Province de Voïo - Siátista
- Nome de Laconie
  - Province de Gýthio - Gýthio
  - Province d'Epidaure Limira – Molái
  - Province de Lacédémone - Sparte
  - Province d'Itylo – Areópoli (Tsimova jusqu'en 1830)
- Nome de Larissa
  - Province de Pharsale - Pharsale
  - Province d'Agia - Agia
  - Province de Larissa - Larissa
  - Province de Tyrnavos - Tyrnavos
  - Province de l'Olympe - Elassóna
- Nome de Lasithi[5]
  - Province d'Ierapetra - Ierapetra
  - Province de Sitía - Sitía
  - Province de Mirambélos - Agios Nikolaos
- Nome de Lesbos
  - Province de Lemnos - Myrina
  - Province de Méthymne - Méthymne
  - Province de Mytilène - Mytilène
  - Province de Plomári - Plomári
- Nome de Magnésie
  - Province d'Almyros - Almyros
  - Province des îles Sporades du Nord - Skópelos
  - Province de Volos et du Pélion - Volos
- Nome de Messénie
  - Province de Kalamata - Kalamata
  - Province de Messène - Messène
  - Province de Pylia - Pylos
  - Province de Triphylie - Kyparissia
- Nome de Pella
  - Province d'Almopia - Aridaía
  - Province d'Édesse - Édessa
  - Province de Giannitsá - Giannitsá
- Nome de Phocide
  - Province de Doride – Lidoriki
  - Province de Parnasside - Amfissa
- Nome de Phthiotide
  - Province de Phthiotide - Lamía
  - Province de Domokos – Domokos
  - Province de Lokroi - Atalánti
- Nome de Préveza
  - Province de Nicopolis & Parga - Parga
  - Préveza (cité & municipalité) ne faisait pas partie de la province
- Nome de Réthymnon[5]
  - Province de Rethymna - Réthymnon
  - Province d'Agios Vasilios – Lámpi
  - Province d'Amari – Amari
  - Province de Mylopotamos – Perama
- Nome de Rhodope
  - Province de Komotiní - Komotiní
  - Province de Sapes – Sápes
- Nome de Samos
  - Province d'Ikaria - Ágios Kírykos
  - Province de Samos - Samos
- Nome de Serrès
  - Province de Serrès - Serrès
  - Province de Visaltia - Nigríta
  - Province de Phyllida (en) - Néa Zíchni
  - Province de Sindiki - Sidirókastro
- Nome de Thesprotie
  - Province de Filiates - Filiates
  - Province de Thyamis (en) – Igoumenitsa
  - Province de  Margaríti – Margariti
  - Province de Soúli - Paramythia
- Nome de Thessalonique
  - Province de Thessalonique - Thessalonique
  - Province de Langadas - Langadas
- Nome de Trikala
  - Province de Trikala - Trikala
  - Province de Kalambaka - Kalambaka

Il n'y avait pas de provinces dans les nomes suivant :
- Nome d'Arta
- Nome de Chios
- Nome de Corinthie
- Nome de Dráma
- Nome d'Eurytanie
- Nome de Flórina
- Nome de Grevena
- Nome de Karditsa
- Nome de Kastoria
- Nome de Leucade (île)
- Nome de Piérie
- Nome de Préveza
- Nome de Xánthi
- Nome de Zante (île)